# 카를 네셀로데

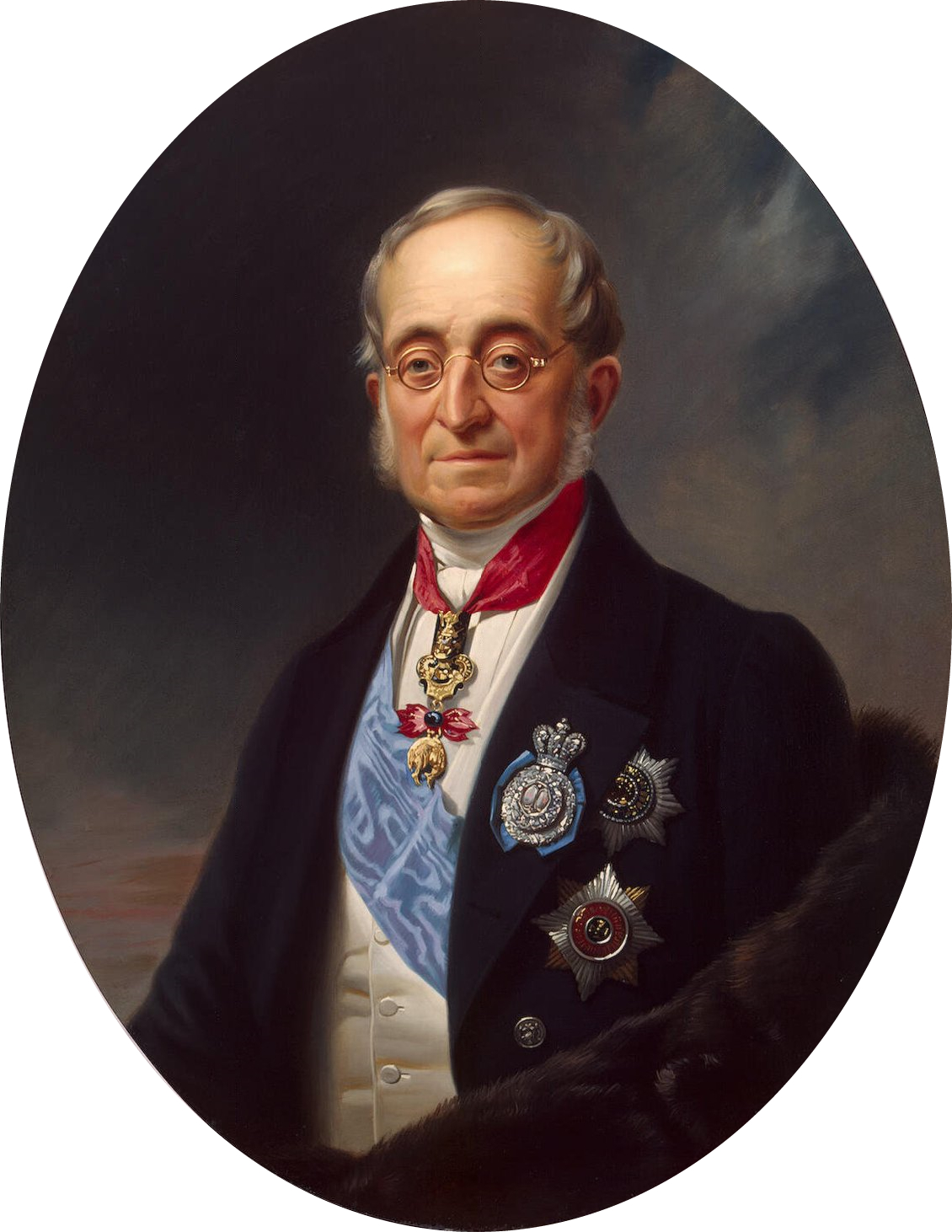
카를 바실리예비치 그라프 네셀로데

카를 바실리예비치 그라프 네셀로데(Karl Vasilyevich Graf Nesselrode, 1780년 12월 13일 ~ 1862년 3월 23일)는 러시아의 외교관이다.
1801년 프로이센과 네덜란드의 러시아 대사관에서 일하는 것으로 외교관 생활을 시작했다. 1807년에는 틸지트 조약 체결을 조력했으며, 프랑스 주재 러시아 대사관에 배속되어 프랑스와 러시아 사이에 다시 전쟁이 일어나는 것을 막기 위해 분투했으나 허사였다.
나폴레옹 전쟁이 끝난 뒤 빈 회의에 알렉산드르 1세를 호종하여 참석했다. 이 회의에서 알렉산드르 1세와 네셀로데는 영국의 캐슬레이, 프랑스의 탈레랑, 오스트리아의 메테르니히는 물론, 프로이센의 하르덴베르크와 맞서기에도 역부족이었다. 바르샤바 대공국 문제와 관련하여 영국-프랑스-오스트리아가 연합한 것이 분명해지자, 그는 황제로부터 신랄한 비난을 받았다. 결국 러시아는 당초의 주장으로부터 크게 후퇴할 수밖에 없었다.
네셀로데는 1825년 니콜라이 1세가 즉위하면서부터 러시아의 외교를 장악하게 되었다. 쇠락하고 있는 오스만 제국을 완전히 러시아의 영향력 하에 놓이게 하려는 네셀로데의 시도는 영국의 견제에 걸려 번번이 실패로 끝났다.
1848년, 이웃한 강대국인 오스트리아에서 혁명이 발생하자, 네셀로데는 오스트리아를 도와 헝가리를 진압한 것을 조언하였다. 이로써 헝가리 사태는 해결되었고, 오스트리아는 강대국으로서의 지위를 가까스로 유지할 수 있었으나 러시아는 이로 인한 아무런 보상도 얻을 수 없었다.
1852년 초, 프랑스의 나폴레옹 3세는 성지 관할권 문제로 오스만 제국에 압력을 넣기 시작했다. 그동안 동방 정교회측이 관할하던 성지의 권리를 로마 가톨릭교회측으로 이관하라는 프랑스의 압력에 오스만 제국이 굴복하자, 일관되게 발칸반도와 근동에서의 우월한 지위를 추구하던 네셀로데의 그간의 외교적 성과가 한꺼번에 의심받기 시작하게 되었다.
네셀로데는 오스만 제국에서의 우월한 권리를 되찾기 위해 필사적이었으나, 오스트리아와 러시아 사이를 이간하기 위해 근동에서 노골적으로 전쟁을 도발하고 있었던 나폴레옹 3세와 헝가리 사태 해결을 극도로 의심에 찬 눈빛으로 바라보면서 더 이상 유럽의 동쪽 절반에서 러시아가 타국에 마음대로 명령하고 개입할 수 있는 지위를 허용치 않으려는 결의에 차 있던 영국의 파머스턴 내각의 의도를 제대로 읽어내지 못하고 있었기 때문에 그의 노력은 성과를 거둘 수 없었다. 게다가 네셀로데의 순진한 기대와는 달리 오스트리아는 헝가리 사태 때의 은혜를 생각하여 러시아측으로 가담하기는커녕, 러시아측에 비우호적인 태도로 일관했다. 이것은 무엇보다도 네셀로데에게 큰 타격을 주었다.
1853년 결국 전쟁이 터지고, 1856년 파리 조약이 체결되면서 러시아의 패배로 끝났다. 러시아는 발칸반도에서의 우월한 지위는 고사하고, 흑해에서마저 완전히 배제되었다. 네셀로데는 책임을 지고 사임했다.